# Postindustriële samenleving

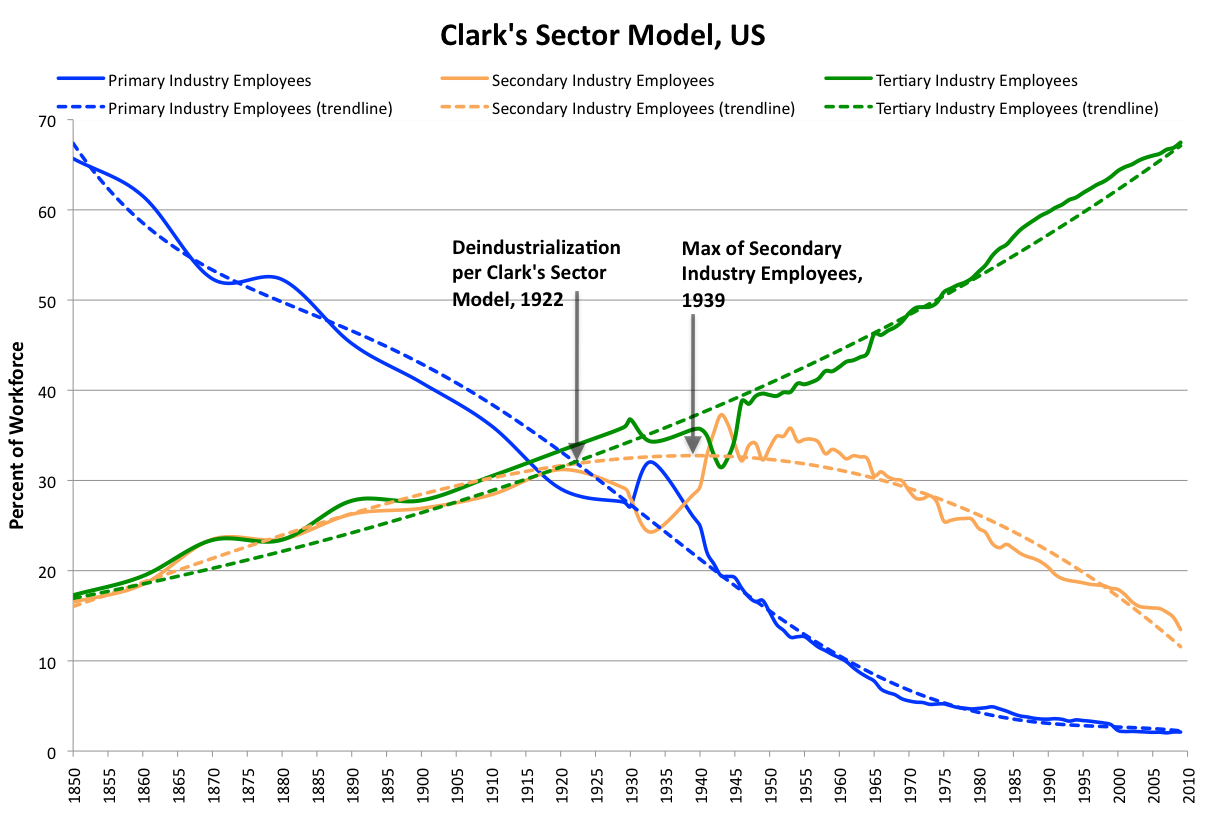
Het sectorenmodel van Colin Clark, over de Amerikaanse economie (1850 - 2009).

Postindustriële samenleving is een sociologisch begrip. Het is de fase waarin de economische ontwikkeling van een maatschappij gekenmerkt wordt door de tendens dat de dienstensector de industriële sector qua belang en grootte overvleugelt.
De term is gemunt door Alain Touraine en is gelinkt aan vergelijkbare sociologische theoretische constructies, zoals het post-fordisme, de informatiemaatschappij, de kenniseconomie, de vloeibare moderniteit en de netwerkmaatschappij. Al deze begrippen worden in economische en sociaalwetenschappelijke disciplines gebruikt als een algemeen theoretisch paradigma om het onderzoeksdesign op te baseren.
Met het gebruik van deze term kwamen er in de sociologie ook enkele daaraan verbonden thema's in opkomst. Zo wordt er meer aandacht besteed aan het proces waarbij de economie de transitie doormaakt van de productie van goederen naar het aanbieden van diensten. Ook wordt kennis meer gezien als een vorm van kapitaal. De groei van een economie wordt niet langer aangezwengeld door het produceren van goederen, maar door het produceren van nieuwe ideeën. Een belangrijke implicatie van de postindustriële maatschappij is dat handarbeid en fabrieksarbeid door blue collar workers aan belang inboeten, ten koste van professional workers als wetenschappers, en mensen in de IT-sector, in het Engels de white collar workers. Deze laatste groep werkenden heeft een veel grotere mate van autonomie. De globalisering en de automatisering van arbeid liggen daaraan ten grondslag. Het aantal werkenden dat in de behoefte aan diensten voorziet stijgt, terwijl het aantal hand- en fabrieksarbeiders sterk daalt.
De productiesector verhuist naar ontwikkelingslanden waar de loonkosten voor ongeschoolde arbeid lager liggen. Enkele voorbeelden van zulke landen zijn Bangladesh, de Filipijnen en China.
De term stuit ook op kritiek: postindustrialisme is een sterk westers gekleurd begrip en vooralsnog worden enkel westerse landen zoals de Verenigde Staten, Australië en de West-Europese landen gezien als volwaardige postindustriële maatschappijen.